# Cayo Holbox
Cayo Holbox är en ö i Mexiko. Den ligger på den norra kusten i delstaten Quintana Roo, i den sydöstra delen av landet. Ön tillhör kommunen Lázaro Cardenas och har en area på 52,1 kvadratkilometer.